# Chó tai ngắn
Chó tai ngắn (danh pháp hai phần: Atelocynus microtis) là một loài động vật thuộc họ Chó. Chó tai ngắn là loài chó đặc hữu duy nhất lưu vực Amazon. Nó là loài duy nhất của chi Atelocynus. Chúng còn được gọi là Ma chó vùng Amazon.

## Hình ảnh

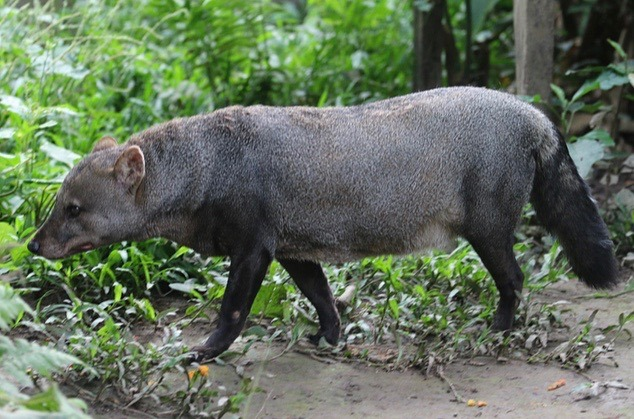
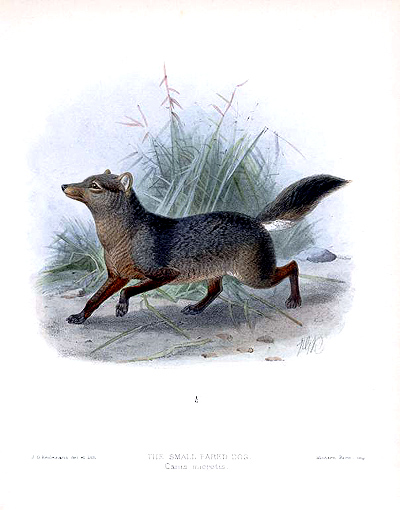
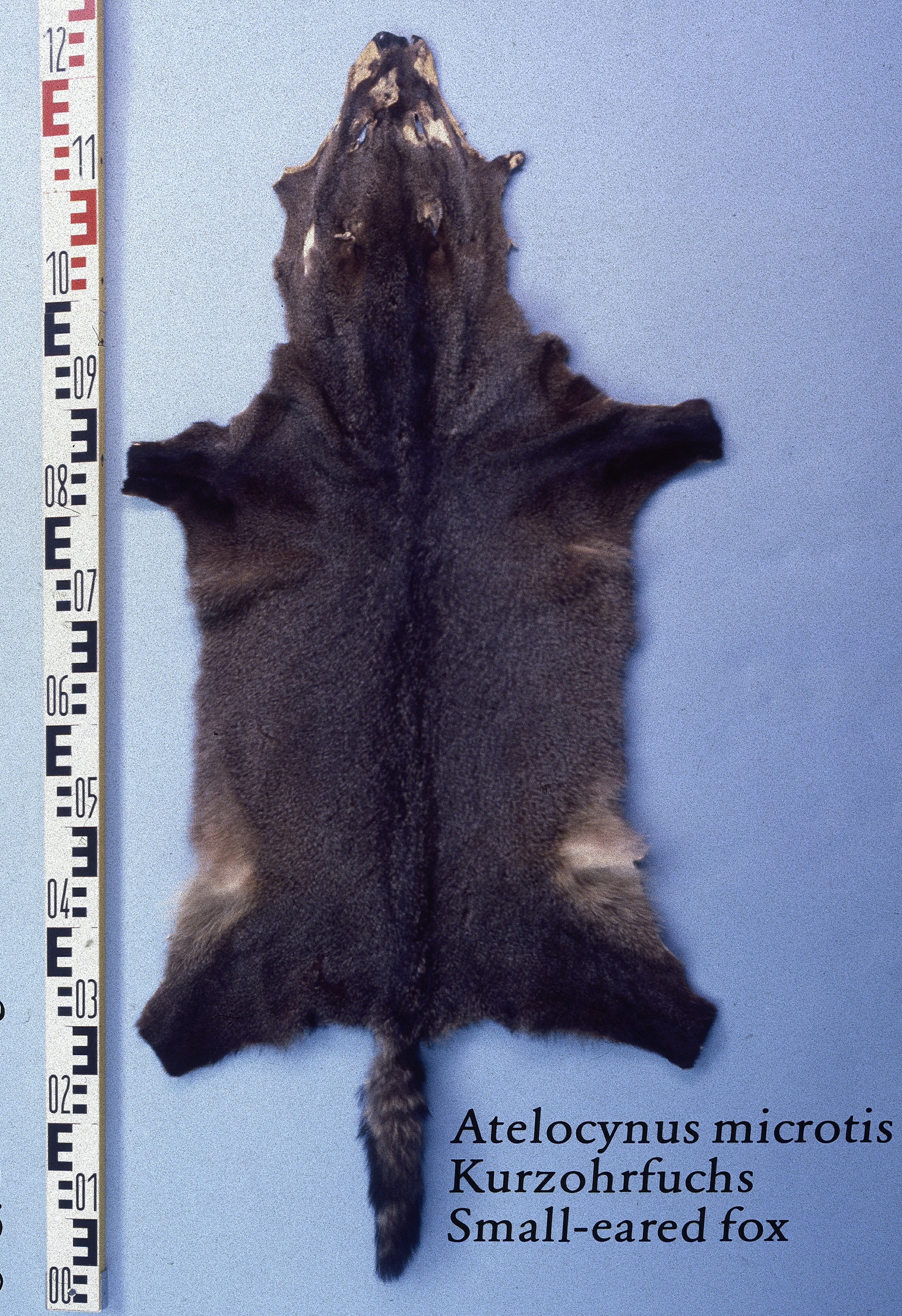
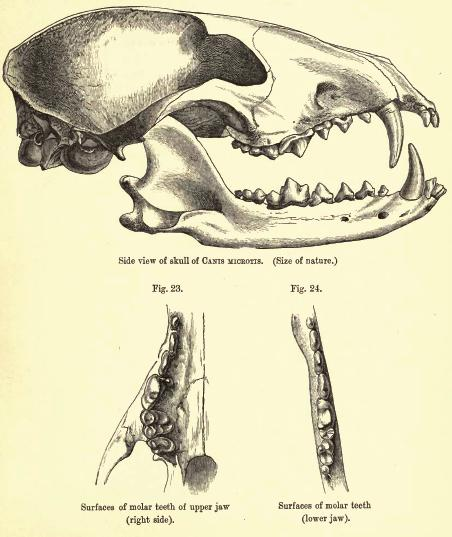

## Phân loài
- A. m. microtis, Sclater, 1882
- A. m. sclateri, J. A. Allen, 1905